# Гарсия, Марта (легкоатлетка)
Марта Гарсия Алонсо (исп. Marta García Alonso) — испанская легкоатлетка, которая специализируется в беге на длинные дистанции. Бронзовый призёр чемпионата Европы 2024 года.

## Карьера
В 2022 году дебютировала на взрослом чемпионате Европы, который прошёл в Мюнхене. На дистанции 5000 метров стала двенадцатой с результатом 15:23,36.
В 2023 году на чемпионате Европы в помещениях, который проходил в Стамбуле, на дистанции 3000 метров заняла десятое место с результатом 8:54,92.
В марте 2024 года на чемпионате мира в помещениях, в Глазго, на дистанции 3000 метров была десятой с результатом 8:40,34.
В июне 2024 года на чемпионате Европы по лёгкой атлетике в Риме завоевала бронзу на дистанции 5000 метров с национальным рекордом 14:44.04.